# Solling, Bramwald und Reinhardswald
Solling, Bramwald und Reinhardswald ist die Bezeichnung für eine geographische naturräumliche Einheit, die als Haupteinheit 370 zum Niedersächsischen Bergland zählt. Es handelt sich um einen aus Buntsandstein aufgebauten Mittelgebirgsraum, dem Solling, Reinhardswald und Bramwald angehören. Die Weser und das zugehörige Weserdurchbruchstal trennt den Reinhardswald vom Solling und vom Bramwald, während letztere durch die Nieme voneinander getrennt werden. Das Gebiet ist größtenteils bewaldet, so dass eine forstwirtschaftliche Nutzung überwiegt. Die Niederschläge liegen deutlich über Bundesdurchschnitt. Es gehört teils zu Hessen und teils zu Niedersachsen.

## Naturräumliche Gliederung
Die naturräumliche Haupteinheit Solling, Bramwald und Reinhardswald gliedert sich wie folgt:
- (zu 37 Weser-Leine-Bergland)
  - 370 Solling, Bramwald und Reinhardswald
    - 370.0/1 Solling
      - 370.0 Nördlicher Solling
      - 370.1 Kuppiger Solling

    - 370.2 Uslarer Becken
    - 370.3 Weserdurchbruchstal
    - 370.4 Reinhardswald
    - 370.5 Bramwald
      - 370.50 Hemelner Bramwald
      - 370.51 Schedetal
      - 370.52 Mündener Bramwald

    - 370.6 Mündener Fulda-Werra-Talung